# Lissotis
Lissotis är ett släkte i familjen trappar inom ordningen trappfåglar. Släktet omfattar endast två arter som båda förekommer i Afrika söder om Sahara:
- Svartbukig trapp (L. melanogaster)
- Akaciatrapp (L. hartlaubii)